# Municipio de Gaines (Pensilvania)
El municipio de Gaines (en inglés: Gaines Township) es un municipio ubicado en el condado de Tioga en el estado estadounidense de Pensilvania. En el año 2000 tenía una población de 553 habitantes y una densidad poblacional de 4 personas por km².

## Geografía
El municipio de Gaines se encuentra ubicado en las coordenadas 41°47′00″N 77°31′59″O / 41.78333, -77.53306.

## Demografía
Según la Oficina del Censo en 2000 los ingresos medios por hogar en la localidad eran de $26,083 y los ingresos medios por familia eran $31,528. Los hombres tenían unos ingresos medios de $30,500 frente a los $20,288 para las mujeres. La renta per cápita para la localidad era de $16,105. Alrededor del 13,3% de la población estaban por debajo del umbral de pobreza.